# Calau de casc negre
El calau de casc negre (Ceratogymna atrata) és una espècie d'ocell de la família dels buceròtids (Bucerotidae) que habita la selva humida africa, des de Sierra Leone i Libèria, cp a l'est, a través del sud de Nigèria, sud de Camerun, illes del golf de Guinea, Guinea Equatorial, el Gabon, República del Congo, sud de la República Centreafricana, República Democràtica del Congo, sud de Sudan del Sud i oest d'Uganda, i cap al sud fins al nord-oest d'Angola.